# 모말 셰이크
모말 셰이크(우르두어: مومل شیخ, 영어: Momal Sheikh, 1986년 5월 15일 ~ )는 파키스탄의 배우이다.